# Chris Kalantzis
Chris Kalantzís (en grec : Κρις Καλαντζής) est un footballeur gréco-australien né le 27 juillet 1967 à Sydney. D’origine grecque, il effectua une grande partie de sa carrière dans des clubs de la péninsule hellénique.

## Carrière
- 1983-1987 : Sydney Olympic  Australie
- 1987-1992 : Panathinaïkos  Grèce
- 1992-1997 : Olympiakos  Grèce
- 1997-2000 : Sydney Olympic  Australie
- 2000-2001 : St George Saints  Australie

Il a été sélectionné 7 fois, de 1985 à 1987, et a marqué 1 but, avec la sélection australienne.